# Prairie du Sac
Prairie du Sac is een plaats (village) in de Amerikaanse staat Wisconsin, en valt bestuurlijk gezien onder Sauk County.

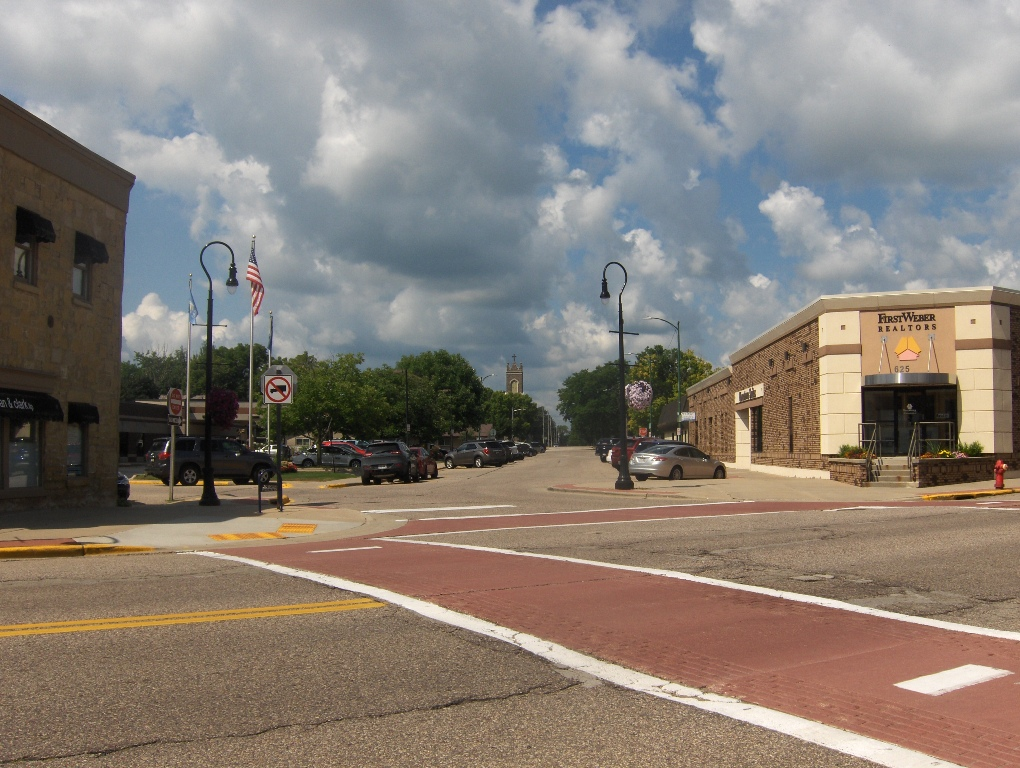
Galena St., Prairie du Sac

## Demografie
Bij de volkstelling in 2000 werd het aantal inwoners vastgesteld op 3231. In 2006 is het aantal inwoners door het United States Census Bureau geschat op 3537, een stijging van 306 (9,5%).

## Geografie
Volgens het United States Census Bureau beslaat de plaats een oppervlakte van 3,7 km², waarvan 3,4 km² land en 0,3 km² water.

## Plaatsen in de nabije omgeving
De onderstaande figuur toont nabijgelegen plaatsen in een straal van 20 km rond Prairie du Sac.